# Предположителна глаголна форма
Предположителна глаголна форма (лат. презумптив) е особена форма на глагола, чрез която говорещият указва, че съобщението му се основава на негови лични предположения. Предположителни глаголни форми има в българския език. Според някои учени тези форми трябва да бъдат отделени в самостоятелно наклонение, но тази гледна точка не се споделя от мнозинството български езиковеди, които вместо това традиционно приемат, че в българския език има само четири наклонения: изявително, повелително, условно и преизказно.
Предположителните глаголни форми в българския език се образуват по три начина:
1) С помощта на спомагателния глагол съм в сегашно време (който не се изпуска в трето лице; по това този вид предположителни форми се различават от преизказните), последван от миналото деятелно (свършено или несвършено) причастие.
Примери: той е чел, той е четял.
2) Посредством частицата ще и съответното изявително глаголно време (бъдеще или бъдеще предварително), като за подсилване може да се добави съюзът да (непосредствено след частицата ще).
Пример: Той ще (да) му е написал писмото, но не ще (да) го е пратил.
При отрицателните предположителни форми от втория вид често се предпочита вариантът „не ще (да)“ пред „няма да“, за разлика от обикновените изявителни форми.
3) С модалните глаголи може и трябва.
Примери: може да учат, трябва да са си легнали.
Предположителните форми от първия вид по смисъл са форми на минало свършено и минало несвършено време, въпреки че свършените формално съвпадат с минало неопределено време. Тази прилика се дължи на това, че миналото неопределено време изразява заключение за миналото, до което говорещият е достигнал самостоятелно въз основа на факти, налични в настоящия момент. Съдържателната разлика между предположителните форми и миналото неопределено време е, че при последното няма съмнение в получения извод.
В първо и второ лице предположителните глаголни форми съвпадат с преизказните (а ако са свършени, то съвпадат и с миналото неопределено време).
Пример (1 л. ед.ч.):
Чел съм може да означава три различни неща:
- Обикновена изявителна форма на минало неопределено време:
Да, чел съм тази книга, така че мога да ти разкажа разни подробности от нея.
Миналото неопределено време винаги има връзка с настоящето: въпреки че книгата е била прочетена в миналото, говорещият сега притежава нужните знания. Вероятно в отговор на въпрос (Чел ли си тази книга?), зададен от събеседника, говорещият е потърсил в спомените си и е установил, че е чел въпросната книга, като изразява несъмнена сигурност в този извод.
- Предположителна форма на минало свършено време:
Вчера цял ден четох тази книга. Днес имам главоболие. Вероятно съм чел прекалено много.
Говорещият изразява предположение, в което не е сигурен: главоболието може да се дължи на друга причина, например на недоспиване.
- Преизказна форма на минало свършено време:
Според сестра ми съм чел тази книга преди пет години, но аз нямам никакъв спомен за това.
Говорещият предава чуждо мнение, а не свои заключения и предположения.

В трето лице (и в единствено, и в множествено число) преизказната форма се различава от другите две по липсата на спомагателен глагол.
Пример (3 л. ед.ч.):
- Обикновена изявителна форма на минало неопределено време:
Слънцето е изгряло.
Говорещият сам прави извод (например вижда, че навън е светло) и изразява несъмнена сигурност в този извод.
- Предположителна форма на минало свършено време:
Те едва ли са пътували по тъмно. Вероятно слънцето е изгряло и чак тогава са тръгнали на път.
Говорещият изразява предположение, в което не е сигурен: събитията може да са протекли по друг начин. А това, че предположителната форма е на минало свършено време, става ясно, ако изречението се формулира от свидетел:
Слънцето изгря и чак тогава тръгнаха на път.
- Преизказна форма на минало свършено време:
Един от пътниците ми каза, че слънцето изгряло и чак тогава тръгнали на път.
Говорещият предава събитията, както ги е научил от друг човек.

За разлика от миналото неопределено време, което винаги има връзка с настоящето, затова притежава само една изявителна форма (винаги се образува с минало свършено деятелно причастие, никога с несвършено), предположителните форми от първия вид (както и преизказните) са по смисъл форми на минало свършено или минало несвършено време (въпреки че изглеждат като минало неопределено време), затова могат да се образуват както със свършено, така и с несвършено минало деятелно причастие.
Пример:
- Минало свършено време:
Не си спомням това място в романа.
Може би не съм чел книгата достатъчно внимателно.
Това е само предположение на говорещия. Възможно е да има друга причина за липсата на спомен, например въпросната случка може изобщо да липсва в книгата. Ако говорещият е сигурен, че липсата на спомен се дължи на невнимателно четене, би казал следното:
Не си спомням това място в романа, което не е чудно:
не четох книгата достатъчно внимателно.
- Минало несвършено време:
Вчера не чух кога си влязъл вкъщи.
Може би съм четял книгата вглъбено.
Това е само предположение на говорещия, защото може да е правил нещо друго, например да е слушал радио. Ако говорещият е сигурен (ако например беше чул влизането на събеседника си), би казал така:
Когато вчера ти влезе вкъщи,
аз тъкмо четях книгата вглъбено.

Някои глаголни форми могат да бъдат единствено предположителни. Например формата е ходела не може да е преизказна (защото съдържа спомагателния глагол съм в 3 л. ед.ч., преизказната форма е само ходела), не може да бъде и обикновена изявителна форма на минало неопределено време (защото в него се употребяват само минали свършени деятелни причастия, напр. е ходила).
Предположителните глаголни форми от втория вид (тези с частицата ще) формално съвпадат с бъдеще време или с бъдеще предварително време, но има разлика в смисъла.
Пример с бъдеще време:
- Обикновена изявителна форма на бъдеще време:
Като се върне след пет години от Москва,
Иван ще знае много добре руския език.
- Предположителна форма на сегашно време:
Иван живя пет години в Москва
и ще (да) знае много добре руския език.
Формалната разлика между двата примера е, че във втория може да се вмъкне съюзът да. Предположителната форма е за сегашно време, защото, ако говорещият е сигурен в знанията на Иван, ще каже така:
Иван живя пет години в Москва
и знае много добре руския език.

Пример с бъдеще предварително време:
- Обикновена изявителна форма на бъдеще предварително време:
Като се срещнете с Петър след седмица,
той ще е разбрал истината.
- Предположителна форма на минало неопределено време:
Петър изглежда притеснен — ще (да) е разбрал истината.
Предположителната форма е за минало неопределено време,
защото, ако говорещият беше сигурен, би казал така:
Петър е притеснен, защото е разбрал истината.

Особената употреба на бъдеще време за изразяване на предположение се обяснява с това, че макар предположението да се отнася за настоящето или миналото, то може да бъде потвърдено (или опровергано) единствено в бъдещето. Изразът
той ще (да) знае руски език
има приблизително същия смисъл като израза
ако проверим (ако например го изпитаме),
ще се окаже, че той знае руски език.
Предположителните форми от третия вид се образуват с модалните глаголи може и трябва. Тези глаголи имат и други значения: мога означава още наличие на способност, умение, а също и наличие на благоприятни обстоятелства; трябва означава също необходимост или задължение. Тази многозначност понякога поражда двусмислици.
Пример с може:
- Детето може да чете, макар че е малко.
Тук може да чете означава умее да чете,
тоест това не е предположителна форма.
- Детето може да чете, но може и да е заспало вече.
Тук може да чете е предположителна форма,
 защото означава може би чете.

Пример с трябва:
- Той трябва да чете, защото изпитът наближава.
Тук трябва да чете означава длъжен е да чете или налага се (необходимо е) да чете,
ето защо това не е предположителна форма.
- Той трябва да чете, тъй като в стаята му още свети.
Тук трябва да чете е предположителна форма,
 защото означава вероятно чете.

Когато може и трябва изразяват предположение, те остават неизменни, тоест в 3 л. ед.ч. сег.вр. Не се менят по време, тъй като предположението се прави в настоящия момент, дори да се отнася за миналото (в последния случай основният глагол отива в минало неопределено време); не се менят по лице и число, тъй като самото предположение е безлично (възможно е). Когато не изразяват предположение, глаголите мога и трябва се менят по време (основният глагол остава в сегашно време), а първият – и по лице и число (също и основният глагол).
Пример за времето на глагола:
- Той може да спи. (сега) и Той може да е спял. (тогава) – предположение.
- Той може да пее хубаво. (сега) и Той можеше да пее хубаво. (тогава) – способност.

Пример за лицето и числото на глагола:
- Те може да пътуват. – предположение (може би пътуват в момента).
- Те могат да пътуват. – не е предположение (имат тази възможност,
например разполагат с много свободно време).

Когато се отнасят за миналото, предположителните форми от третия вид могат да съдържат както свършено, така и несвършено минало деятелно причастие.
Примери:
- Изглежда бодър. Може да е спал.
Това е предположително минало неопределено време,
защото, ако беше сигурен, говорещият би казал така:
Изглежда бодър, защото е спал.
- Вчера може да е спал цял ден: завчера имаше 24-часово дежурство.
Това е предположително минало свършено време,
защото, ако беше сигурен, говорещият би казал така:
Вчера спа цял ден: завчера имаше 24-часово дежурство.
- Вчера може да е спял, когато го потърсихме по телефона.
Това е предположително минало несвършено време,
защото, ако беше сигурен, говорещият би казал така:
Вчера спеше, когато го потърсихме по телефона.

Докато миналите свършени деятелни причастия съществуват в българския език много отдавна, то миналите несвършени деятелни причастия са сравнително нови езикови образувания, създадени специално за преизказване на минало несвършено (и сегашно) време. Те се използват само за тази цел и за образуване на предположителни форми на минало несвършено време. Навсякъде другаде се използват само миналите свършени деятелни причастия – в сложните форми на условното наклонение и в изявителните форми на резултативните времена.
Примери:
Единствено правилни са формите бих ходил, бих мислил, бих чел.
Формите бих ходел, бих мислел, бих четял са грешни, безсмислени.
Аналогично, единствено правилни са формите беше спал и щеше да е спал,
а формите беше спял и щеше да е спял са погрешни.
Изключение се прави само при глаголи, които по семантични причини нямат минало свършено време, следователно нямат и минало свършено деятелно причастие; в тези случаи вместо него се използва минало несвършено деятелно причастие. Например глаголът зная има само форми за мин.несв. време:
знаех, знаеше, знаеше, знаехме, знаехте, знаеха.

Миналото несвършено деятелно причастие на този глагол е знаел.

Поради смисъла си глаголът зная практически не се употребява в минало свършено време:

знаях, зная, зная, знаяхме, знаяхте, знаяха.

Затова и миналото свършено деятелно причастие знаял не се използва. Вместо него се използва несвършеното знаел, например казва се бих знаел.
1. 1 2 3 4 5  Петър Пашов, Практическа българска граматика, София, 1989, стр. 154–158.
2. ↑  Иван Илиев, За пресечните точки на старобългарския конюнктив и новобългарските преизказни форми, стр. 9. Архив на оригинала от 2023-08-19 в Wayback Machine.